# Dirka po Franciji 1906
Dirka po Franciji 1906 je bila 4. dirka po Franciji, ki je potekala od 4. do 29. julija 1906.
V povprečju je bila dolžina posameznih etap nekoliko krajša, z dodanima dvema etapama pa je skupna dolžina narasla na 4.545 km. Tako kot na predhodnjih dirkah so si kolesarji tudi na tej poskušali z goljufijo privoziti čimboljše uvrstitve. Trije med njimi so bili diskvalificirani zaradi vožnje z vlakom, prav tako so se gledalci ob trasi dirke ponovno zabavali z metanjem žebljev na cesto. Vse to ni zaustavilo Renéja Pottiera od umika z dirke, kot se je to zgodilo na Touru 1905. Skupno vodstvo je prevzel že v drugi etapi in ga ni izpustil vse do konca dirke, na kateri je dosegel pet posameznih zmag.
Ekipno je zmagalo moštvo Peugeot.

## Pregled
| Kategorije                          | Podatki     |
| ----------------------------------- | ----------- |
| Začetek-konec                       | Pariz-Pariz |
| Dolžina (km)                        | 4.545       |
| Število etap                        | 13          |
| Povprečna hitrost zmagovalca (km/h) | 24,463      |
| Kolesarjev                          | 82          |
| Tekmo končalo                       | 14          |

| Etapa | Datum     | Start in cilj        | Dolžina | Etapni zmagovalec        | Vodeči        |
| ----- | --------- | -------------------- | ------- | ------------------------ | ------------- |
| 1     | 4. julij  | Pariz - Lille        | 275 km  | Émile Georget            | Émile Georget |
| 2     | 6. julij  | Douai - Nancy        | 400 km  | René Pottier             | René Pottier  |
| 3     | 8. julij  | Nancy - Dijon        | 416 km  | René Pottier             | René Pottier  |
| 4     | 10. julij | Dijon - Grenoble     | 311 km  | René Pottier             | René Pottier  |
| 5     | 12. julij | Grenoble - Nica      | 345 km  | René Pottier             | René Pottier  |
| 6     | 14. julij | Nica - Marseille     | 292 km  | Georges Passerieu        | René Pottier  |
| 7     | 16. julij | Marseille - Toulouse | 480 km  | Louis Trousselier        | René Pottier  |
| 8     | 18. julij | Toulouse - Bayonne   | 300 km  | Jean-Baptiste Dortignacq | René Pottier  |
| 9     | 20. julij | Bayonne - Bordeaux   | 338 km  | Louis Trousselier        | René Pottier  |
| 10    | 22. julij | Bordeaux - Nantes    | 391 km  | Louis Trousselier        | René Pottier  |
| 11    | 24. julij | Nantes - Brest       | 321 km  | Louis Trousselier        | René Pottier  |
| 12    | 26. julij | Brest - Caen         | 415 km  | Georges Passerieu        | René Pottier  |
| 13    | 29. julij | Caen - Pariz         | 259 km  | René Pottier             | René Pottier  |